# Vik (Vestland)
Vik è un comune norvegese della contea di Vestland.
Il comune è situato nella parte centrale del fiordo sul versante sud e confina a est con il comune di Aurland, a sud con quelli di Voss e Vaksdal e a ovest con i comuni di Modalen e Høyanger. Sulla parte opposta del fiordo sono situati i comuni di Balestrand, Leikanger, Sogndal e Lærdal. Il centro abitato principale del comune si chiama Vik i Sogn.

## Località del comune
- Vangsnes